# Amata gracillima
Amata gracillima là một loài bướm đêm thuộc phân họ Arctiinae, họ Erebidae.